# Sorde-l'Abbaye
Sorde-l'Abbaye è un comune francese di 671 abitanti situato nel dipartimento delle Landes, nella regione della Nuova Aquitania.
È sede dell'antica abbazia di Saint-Jean-de-Sorde.
Ai confini con i comuni di Cauneille e Oeyregave, le acque dei fiumi Gave de Pau e Gave d'Oloron si congiungono e formano un corso d'acqua detto le Gaves réunis, che dopo 10 km sfocia nel fiume Adour.

## Società

### Evoluzione demografica
Abitanti censiti